# Vincenzo Cinque
Vincenzo Cinque, né le 1852 à Naples et mort en 1929 dans la même ville, est un sculpteur italien. Ses œuvres, de style classique avec un regard tourné vers le pur réalisme, représentent généralement des sujets populaires, s'inspirant de personnages caractéristiques de sa ville natale : pêcheurs, gens du peuple et scugnizzi.

## Biographie
Vincenzo Cinque est né à Naples et est diplômé de l'Accademia di belle arti di Napoli. Autodidacte, il s'est formé au dessin dans les ruelles du centre historique de Naples.
Professeur à l'Académie des Beaux-Arts de Naples, il est l'un des pères de la sculpture napolitaine du XXe siècle. Sculpteur classique, il se spécialise dans la réalisation de sculptures en bronze de petits bustes representant des thèmes populaires et de gamins (« Scugnizzo »).
Malgré sa vaste production artistique et son succès, Vincenzo Cinque n'a pas suivi une formation académique traditionnelle ; en parallèle de ses études à l'Académie des beaux-arts de Naples, il s'est formé en autodidacte, affinant son art à travers l'observation directe de la vie quotidienne dans les rues de Naples.
De nombreux critiques ont noté que ses œuvres reflètent une forte influence du réalisme social, car ses sujets, tels que les "scugnizzi" napolitains, représentaient souvent les classes populaires et marginalisées, faisant de ses créations un témoignage visuel des difficultés et de la vitalité de la vie de rue à Naples.
Bien que Cinque se soit concentré sur des thèmes populaires, tels que les pêcheurs et les enfants des rues, son approche détaillée et sa sensibilité à capturer les émotions l'ont rendu innovant dans la manière de présenter ces sujets. Il se concentrait souvent sur de petits détails de la vie quotidienne, créant des œuvres à la fois intimes et universelles.
Au cours de la dernière décennie, ses œuvres ont été redécouvertes et réévaluées par des collectionneurs et des historiens de l'art à travers le monde.

## Œuvres
- Cesare, bronze
- Lo Scugnizzo, bronze
- Scugnizzo souriant, bronze
- Chamelier oriental sur sa monture attaquée par un lion. Epreuve en bronze à patine brune (H : 70 cm, 72 x 27 cm)
- L’Enlèvement d’Europe, groupe figuratif en bronze coulé à patine brune (40 x 85 x 27 cm)[3].
- Cavalier de chameau avec lion attaquant, bronze
- Buste de femme, bronze
- Femme nue allongée, bronze
- Le garçon pêcheur, bronze

## Expositions
Vincenzo Cinque a participé à de nombreuses expositions, tant en Italie qu'à l'étranger surtout entre 1900 et 1929.
- Società Promotrice di Belle Arti de Naples, Naples, 1910.
- Reale accademia di disegno, Accademia di belle arti de Naples, 1929.
- Sindacato di belle arti della Campania, Naples, 1929.